# 大川春菜
大川 春菜（おおかわ はるな、2006年2月19日 - ）は、日本の女優、声優。劇団ひまわり所属。

## 人物
特技はイラスト。

## 出演

### テレビドラマ
- あさきゆめみし 〜八百屋お七異聞（2013年）
- MOZU Season1〜百舌の叫ぶ夜〜（2014年、少女みゆき）
- 花子とアン（2014年、直子の友達）
- まかない荘（2016年）

### 映画
- 蜩ノ記（2014年、お春）
- 王妃の館（2015年）

### 劇場アニメ
- 君の名は。（2016年）

### ゲーム
- トライアングルストラテジー（2022年、ピコレッタ）[3]

### 吹き替え

#### 映画
- THE GUILTY/ギルティ（アビー）
- ローグ・ワン/スター・ウォーズ・ストーリー（幼少期のジン・アーソ〈ボー・ガズドン〉）

#### アニメ
- ミッフィーのぼうけん（ミッフィー）